# Kyste salivaire
 Mise en garde médicale
Un kyste salivaire ou kyste mucoïde ou mucocèle est un kyste se développant au niveau des glandes salivaires. Il contient principalement de la salive.

## Origine
Le plus souvent le kyste survient aux dépens d'une des nombreuses petites glandes salivaires accessoires, de celles qui tapissent la muqueuse buccale, mais peut survenir dans une glande salivaire principale (parotide, glande sublinguale, glande submandibulaire). Il est le fait soit de la rupture de la glande ou de son canal d'évacuation et la salive se répand dans les tissus sous-muqueux (kyste par extravasation), soit par l'obstruction du canal (lithiase salivaire) et la glande gonfle (kyste par rétention). Sa prévalence est d'environ 2,4 pour 1000 personnes. Ils sont fréquemment observés chez les jeunes, généralement en dessous de 20 ans. Le kyste par extravasation est plus fréquent chez le sujet jeune et le kyste par rétention chez le sujet d'âge mûr,.
Lorsqu'il survient aux dépens de la glande sublinguale au niveau du plancher de la bouche, il prend le nom de grenouillette,.
Le traitement est principalement chirurgical mais l'examen histopathologique est indispensable pour écarter les autres causes de tuméfactions de la bouche : papillomes, lipomes et tumeurs bénignes.

## Causes
Généralement, un traumatisme mineur du plancher de la bouche endommage les conduits délicats qui évacuent la salive de la glande sublinguale dans la cavité buccale. La lésion est un kyste d'extravasation muqueux (mucocèle) du plancher de la bouche, bien qu'un kyste mucoïde soit souvent plus grande que les autres mucocèles (principalement parce que la muqueuse sus-jacente est plus épaisse). Elle peut devenir si grande qu'elle remplit la bouche. La source la plus courante de déversement de mucine est la glande salivaire sublinguale, mais les kystes mucoïdes peuvent également provenir du canal sous-mandibulaire ou des glandes salivaires mineures du plancher de la bouche. Un kyste mucoïde cervical se produit lorsque la mucine déversée se fraye un chemin à travers le muscle mylohyoïde, qui sépare l'espace sublingual de l'espace submandibulaire, et crée un gonflement dans le cou. Elle peut se produire à la suite de la rupture d'un simple kyste mucoïde. Rarement, les kystes mucoïdes peuvent s'étendre vers l'arrière dans l'espace parapharyngien.

## Traitement
Le traitement des kystes salivaires implique généralement l'ablation de la glande sublinguale. La chirurgie peut ne pas être nécessaire si le kyste est petit et asymptomatique. La marsupialisation (en) peut parfois être utilisée, lorsque la lésion intra-orale est ouverte sur la cavité buccale dans le but de permettre à la glande sublinguale de rétablir la connexion avec la cavité buccale.

## Épidémiologie
La lésion est généralement observée chez les enfants. Les kystes salivaires sont la lésion pathologique la plus courante associée aux glandes sublinguales.